# Kalle Anka på krigsstigen
Kalle Anka på krigsstigen (engelska: Commando Duck) är en amerikansk animerad kortfilm med Kalle Anka från 1944.

## Handling
Kalle Anka är fallskärmsjägare och har fått i uppdrag att utplåna ett japanskt flygfält – ensam. Uppdraget visar sig ha många farliga hinder på vägen.

## Om filmen
Filmen hade svensk premiär den 3 april 1945 på biografen Spegeln i Stockholm.
Filmen finns utgiven på DVD och är en del av innehållet i DVD-samlingen Walt Disney Treasures: The Chronological Donald Volume Two, däremot är den utesluten på den svenska utgåvan.

## Rollista
- Clarence Nash – Kalle Anka
- Pinto Colvig – japanska soldater[7]